# Ziziphus
Ziziphus ist eine Pflanzengattung innerhalb der Familie der Kreuzdorngewächse (Rhamnaceae). Die seit 2016 nur noch etwa 78 Arten gedeihen in den Subtropen bis Tropen in der Neuen und Alten Welt. Diversitätszentren sind die Neotropis sowie Südostasien.

## Beschreibung

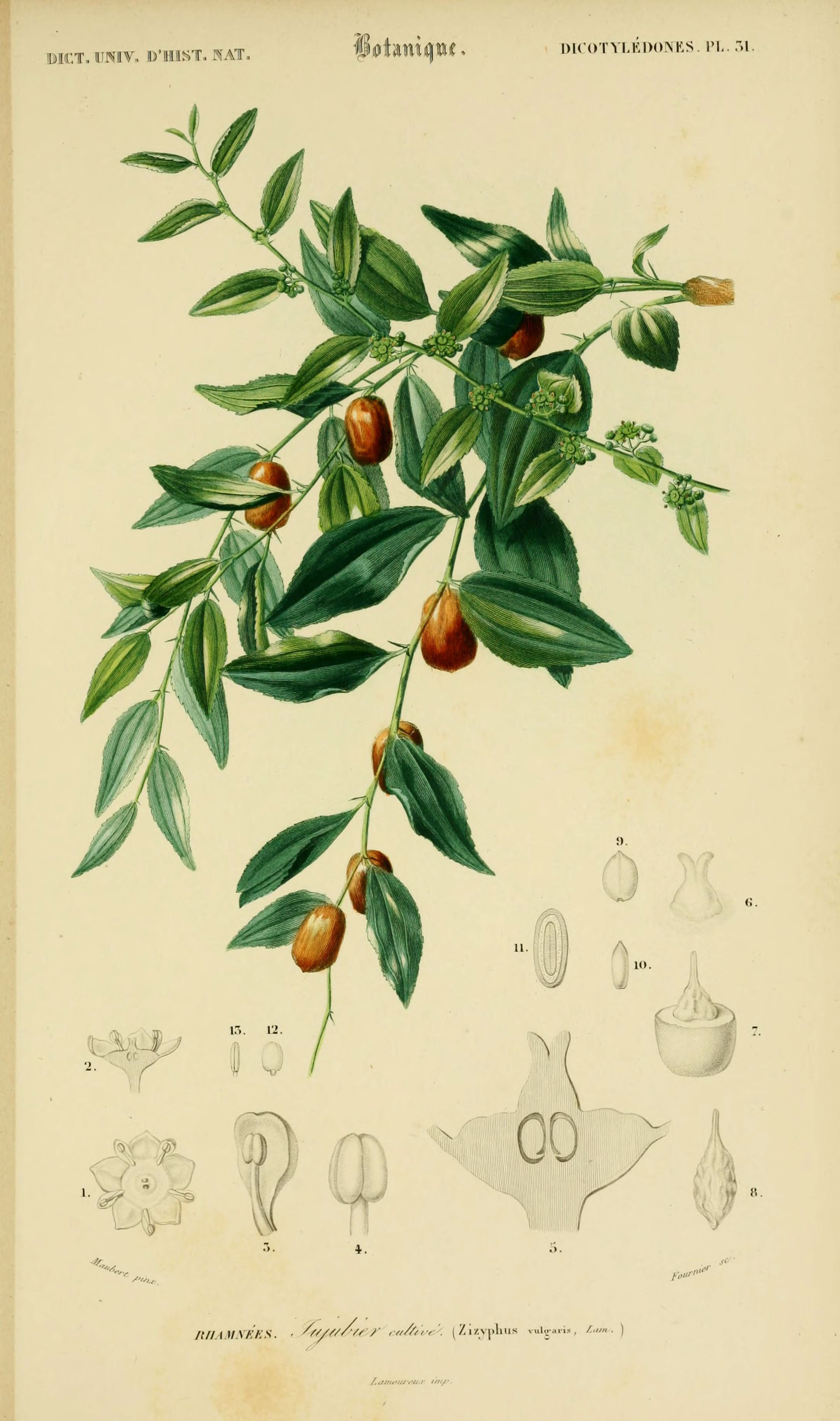
Illustration aus Dictionnaire universel d’histoire naturelle (Dicotyledones), Tafel 31 der Chinesischen Jujube (Ziziphus jujuba)

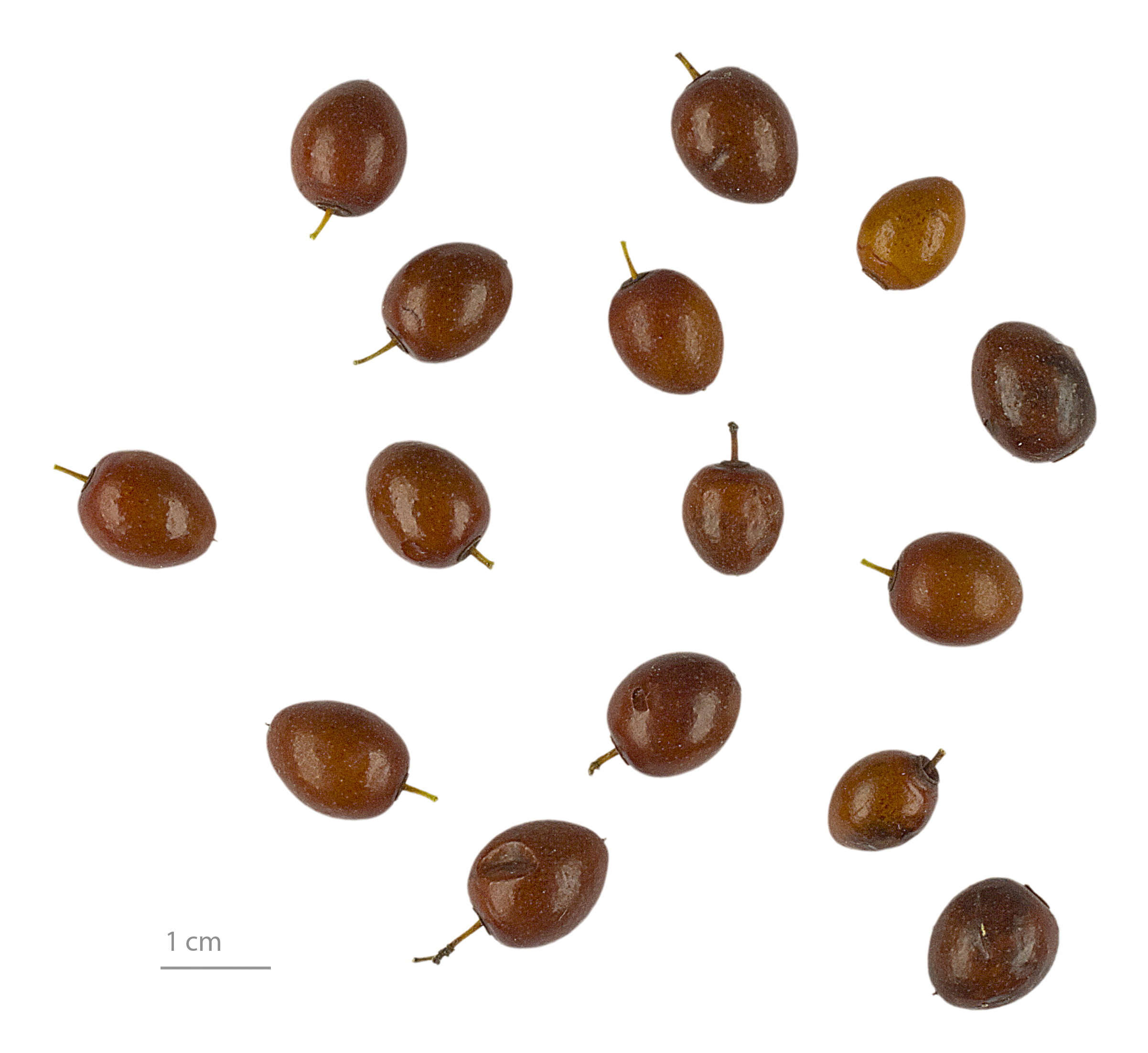
Früchte von Ziziphus lotus

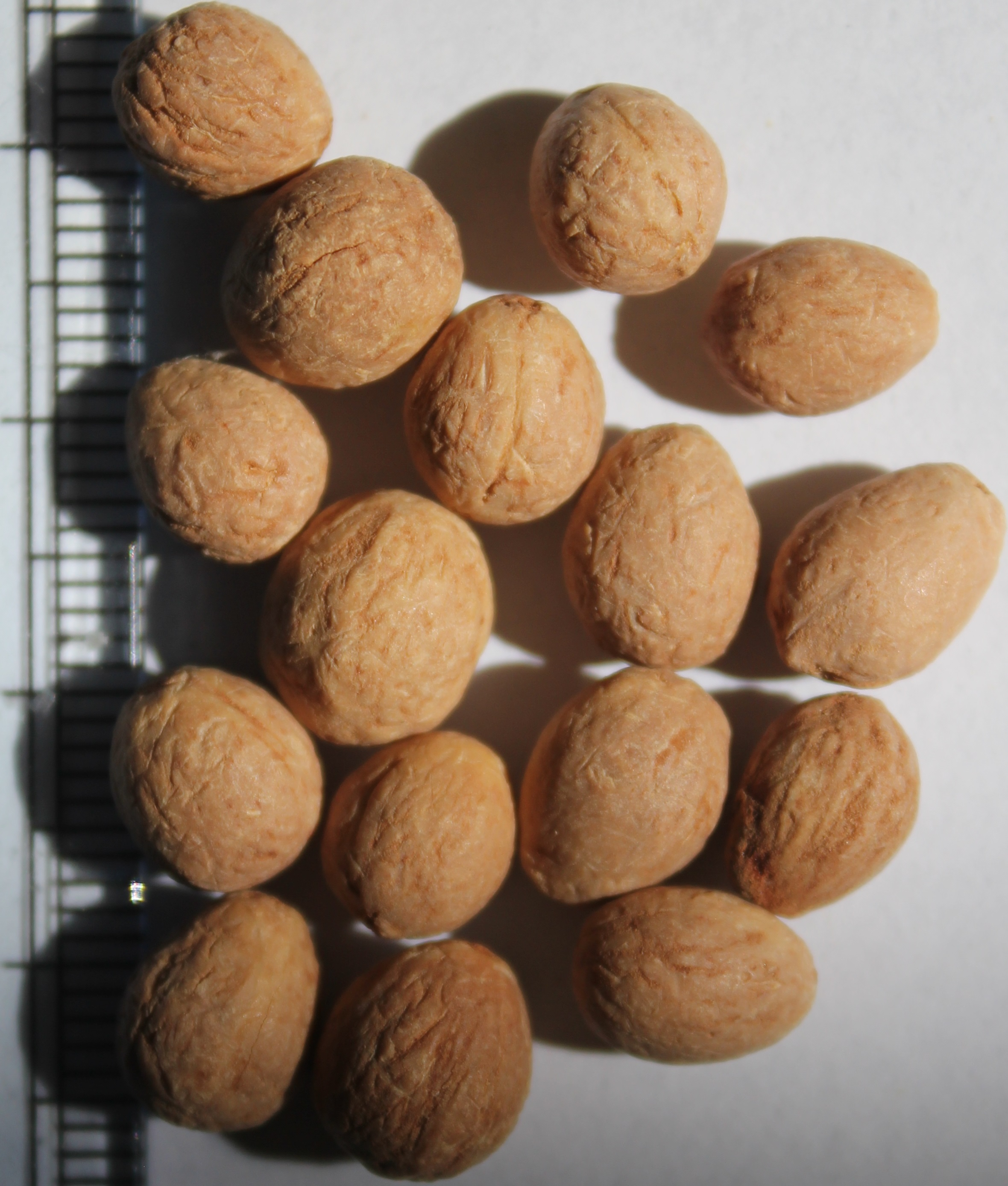
Samen von Ziziphus lotus

### Vegetative Merkmale
Die Ziziphus-Arten sind immer- oder sommergrüne, aufrecht oder kriechend, oft kletternd wachsende Sträucher oder kleine bis mittelgroße Bäume.
Die wechselständig angeordneten Laubblätter sind deutlich dreinervig, selten fiedernervig und. Ihre Nebenblätter sind oft stachlig.

### Generative Merkmale
Die Blüten stehen in seitenständigen, schirmtraubigen, zymösen oder in end- bzw. seitenständigen in Form von Thyrsen zusammengesetzten Blütenständen zusammen.
Die zwittrigen Blüten sind radiärsymmetrisch und fünfzählig. Der Blütenbecher ist flach halbkugel- bis schüsselförmig. Der fleischige, ebene Diskus ist fünf- bis zehnlappig. Anders als bei vielen Gattungen der Familie Rhamnaceae sind Kronblätter meist vorhanden. Der zwei- bis drei-, selten vierfächrige Fruchtknoten ist oberständig.
Die Steinfrüchte sind zwei- bis drei-, selten einfächrig mit einem Steinkern.

## Systematik
Die Gattung Ziziphus wurde 1754 durch Philip Miller in The Gardeners Dictionary, 4. Auflage aufgestellt. Synonyme für Ziziphus Mill. sind: Chloroxylum P.Browne, Condaliopsis (Weberb.) Suess., Jububa Bubani, Mansana J.F.Gmel., Zizyphon St.-Lag.
Die Gattung Ziziphus gehört zur Tribus Paliureae innerhalb der Familie Rhamnaceae.

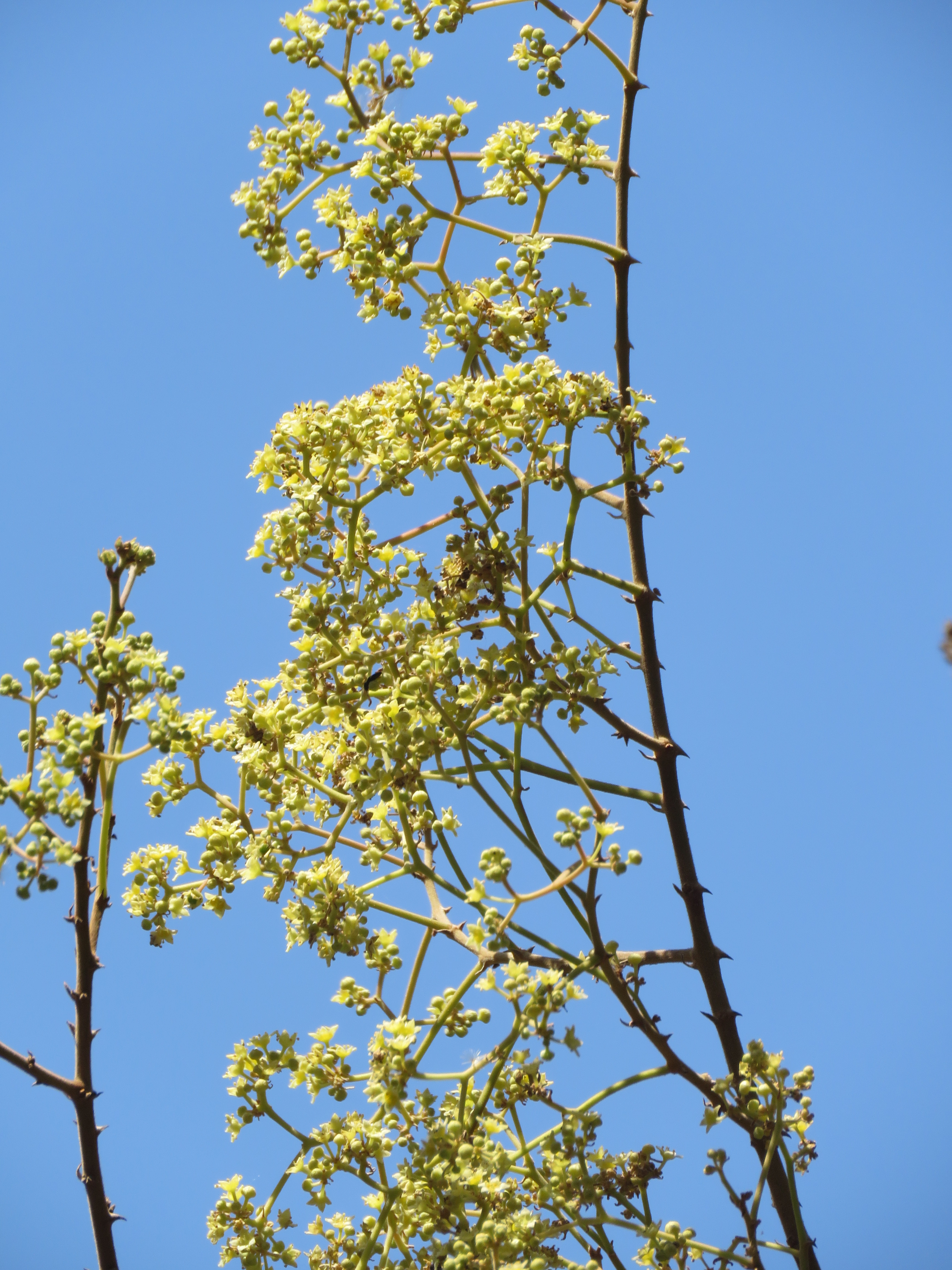
Ast mit Blütenständen von Ziziphus rugosa

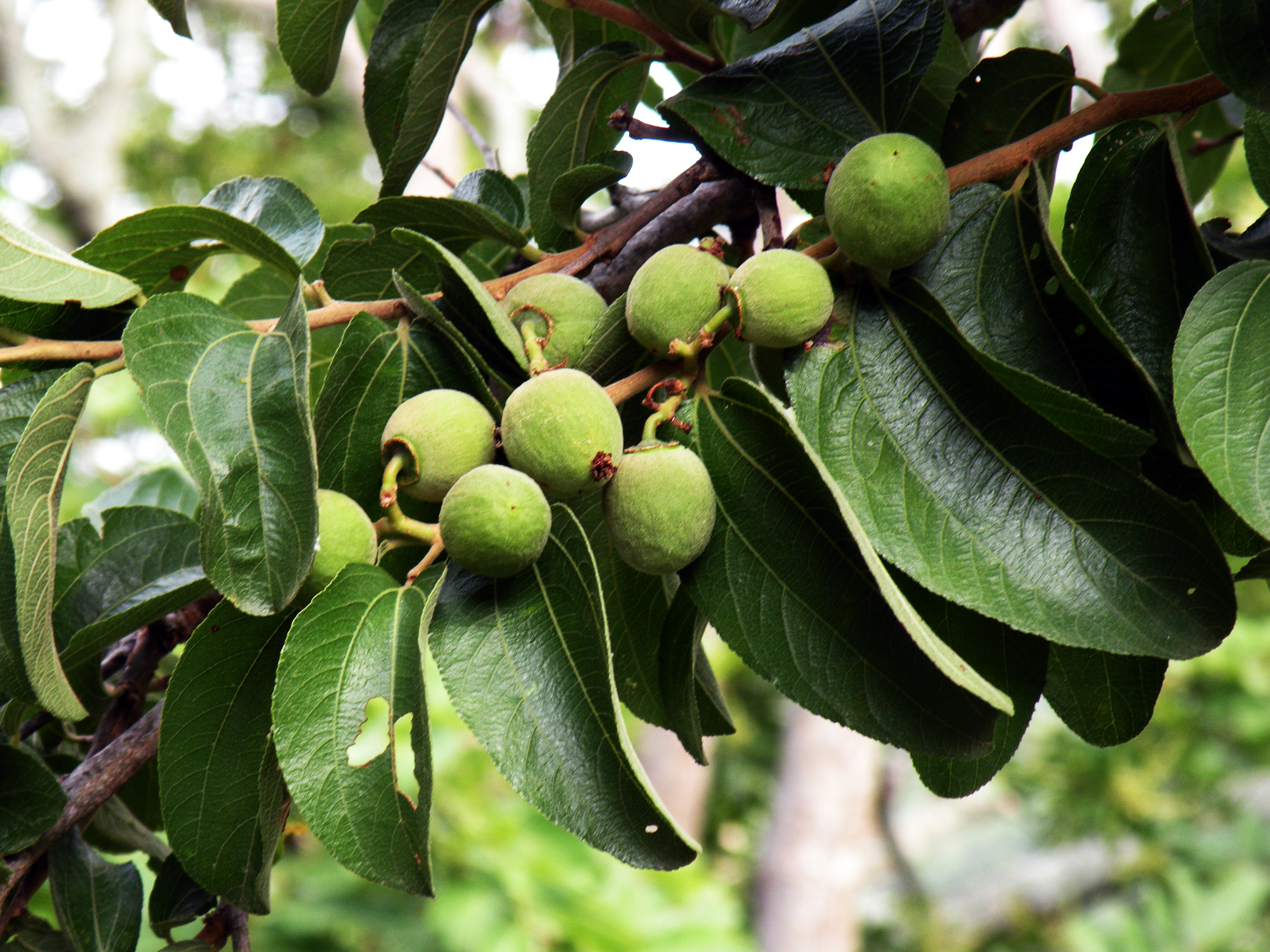
Zweige mit Laubblättern und Früchten von Ziziphus xylopyrus

Die Gattung Ziziphus hatte etwa 100 Arten enthalten und enthält seit 2016 nur mehr etwa 78 Arten:
- Ziziphus abyssinica Hochst. ex A.Rich.
- Ziziphus affinis Hemsl.
- Ziziphus andamanica Bhandari & Bhansali
- Ziziphus angustifolia (Miq.) Hatus. ex Steenis
- Ziziphus apetala Hook. f.
- Ziziphus attopensis Pierre: Sie kommt im westlichen Guangxi, im südlichen Yunnan, in Laos und Thailand vor.[3]
- Ziziphus borneensis Merr.
- Ziziphus brunoniana C.B.Clarke ex Brandis
- Ziziphus budhensis Bhattarai & M.L.Pathak
- Ziziphus calophylla Wall.
- Ziziphus cambodiana Pierre
- Ziziphus cotinifolia Reissek
- Ziziphus crebrivenosa C.B.Rob.
- Ziziphus cumingiana Merr.
- Ziziphus cupularis Suess. & Overkott
- Ziziphus djamuensis Lauterb.
- Ziziphus elegans Wall.
- Ziziphus elmeri Merr.
- Ziziphus forbesii Baker f.
- Ziziphus fungii Merr.: Sie kommt in Hainan und im südlichen Yunnan vor.[3]
- Ziziphus funiculosa Buch.-Ham. ex M.A.Lawson
- Ziziphus glabrata B.Heyne ex Roth
- Ziziphus globularis Wall.
- Ziziphus hajarensis Duling, Ghaz. & Prend.
- Ziziphus hamur Engl.
- Ziziphus havilandii Ridl.
- Ziziphus hoaensis Pierre
- Ziziphus horrida Roth
- Ziziphus hutchinsonii Merr.
- Ziziphus incurva Roxb.: Sie gedeiht kommt Indien, Bhutan, Nepal, Myanmar, Thailand, im südwestlichen Tibet und in den chinesischen Provinzen Guangxi, im südlichen Guizhou sowie Yunnan vor.[3]
- Ziziphus javanensis Blume
- Chinesische Jujube (Ziziphus jujuba Mill.): Die etwa drei Varietäten sind in der Inneren Mongolei und in den chinesischen Provinzen Anhui, Fujian, Gansu, Guangdong, Guangxi, Guizhou, Hebei, Henan, Hubei, Hunan, Jiangsu, Jiangxi, Jilin, Liaoning, Ningxia, Shaanxi, Shandong, Shanxi, Sichuan, Xinjiang, Yunnan sowie Zhejiang verbreitet. In Europa, Afrika, im übrigen Asien, in Nord- und Südamerika wird die Art kultiviert.[3]
- Ziziphus kunstleri King
- Ziziphus laui Merr.: Sie kommt in Vietnam und in Hainan vor.[3]
- Ziziphus lenticellata Merr.
- Ziziphus leucodermis (Baker) O.Schwartz
- Ziziphus lotus (L.) Lam.
- Ziziphus lucida Moench
- Ziziphus macrophylla Ridl.
- Ziziphus mairei Dode: Sie gedeiht in Höhenlagen von 1900 bis 2000 Metern in Yunnan.[3]
- Indische Jujube (Ziziphus mauritiana Lam.): Sie ist in Afrika, Australien, Afghanistan, Sri Lanka, Indien, Bhutan, Nepal, Indonesien, Malaysia, Myanmar, Thailand, Vietnam und in den chinesischen Provinzen Guangdong, Guangxi, Sichuan sowie Yunnan weitverbreitet.[3]
- Ziziphus melastomoides Pittier
- Ziziphus montana W.W.Sm.: Sie gedeiht in Höhenlagen von 1400 bis 2600 Metern im östlichen Tibet und in den chinesischen Provinzen südwestliches bis westliches Sichuan sowie nordwestliches Yunnan.[3]
- Ziziphus mucronata Willd.
- Ziziphus napeca Willd.
- Ziziphus nummularia (Burm. f.) Wight & Arn.
- Ziziphus oenopolia (L.) Mill.: Sie kommt in Guangxi, im südlichen Yunnan, in Indien, Indonesien, Malaysia, Myanmar, auf den Philippinen, in Sri Lanka, Thailand und in Australien vor.[3]
- Ziziphus oligantha Merr. & L.M.Perry
- Ziziphus ornata Miq.
- Ziziphus otanesii Merr.
- Ziziphus oxyphylla Edgew.
- Ziziphus palawanensis Elmer
- Ziziphus papuana Lauterb.
- Ziziphus pernettyoides Ridl.
- Ziziphus poilanei Tardieu
- Ziziphus pubescens Oliv.
- Ziziphus pubiflora Decne.
- Ziziphus pubinervis Rehder: Sie kommt im westlichen Guangxi und in Guizhou vor.[3]
- Ziziphus quadrilocularis F.Muell.
- Ziziphus rivularis Codd
- Ziziphus robertsoniana Beentje
- Ziziphus rubiginosa D.G.Long & Rae
- Ziziphus rugosa Lam.: Sie kommt in Hainan, im südlichen und südwestlichen Yunnan, in Indien, Laos, Myanmar, Sri Lanka, Thailand und Vietnam vor.[3]
- Syrischer Christusdorn (Ziziphus spina-christi (L.) Desf.)
- Ziziphus subquinquenervia Miq.
- Ziziphus suluensis Merr.
- Ziziphus talanae (Blanco) Merr.
- Ziziphus timoriensis DC.
- Ziziphus trinervis (Cav.) Poir.
- Ziziphus truncata Blatt. & Hallb.
- Ziziphus williamii Bhandari & Bhansali
- Ziziphus xiangchengensis Y.L.Chen & P.K.Chou: Sie gedeiht in Höhenlagen von etwa 2800 Metern nur im westlichen Sichuan.[3]
- Ziziphus xylopyrus (Retz.) Willd. (Syn.: Ziziphus caracutta Buch.-Ham. ex Roxb., Ziziphus cuneata Wall., Ziziphus elliptica Roxb., Ziziphus glaberrima (Sedgw.) Santapau, Ziziphus heterogenea Russell ex Wall., Ziziphus orbicularis Schult., Ziziphus rotundifolia Roth, Ziziphus ruminata Buch.-Ham. ex Wall., Ziziphus zonulata Blanco)
- Ziziphus zeyheriana Sond.

Durch Hauenschild et al. 2016 wurden in die reaktivierte Gattung Sarcomphalus P.Browne, die etwa 32 Arten in der Neotropis enthält, ausgegliedert:
- Ziziphus acutifolia (Griseb.) M.C.Johnst. → Sarcomphalus acutifolius Griseb.[1]
- Ziziphus amole (Sessé & Moc.) M.C.Johnst. → Sarcomphalus amole (Sessé & Moc.) Hauenschild[1]
- Ziziphus bidens (Urb.) M.C.Johnst. → Sarcomphalus bidens Urb.[1]
- Ziziphus chloroxylon Oliv. → Sarcomphalus chloroxylon (L.) Hauenschild[1]
- Ziziphus cinnamomum Triana & Planch. → Sarcomphalus cinnamomum (Triana & Planch.) Hauenschild[1]
- Ziziphus crenata (Urb.) M.C.Johnst. → Sarcomphalus crenatus Urb.[1]
- Ziziphus cyclocardia S.F.Blake → Sarcomphalus cyclocardius (S.F.Blake) Hauenschild[1]
- Ziziphus grisebachiana M.C.Johnst. → Sarcomphalus divaricatus Griseb.[1]
- Ziziphus rignonii Delponte → Sarcomphalus domingensis (Spreng.) Krug & Urb.[1]
- Ziziphus glaziovii Warm. → Sarcomphalus glaziovii (Warm.) Hauenschild[1]
- Ziziphus guatemalensis Hemsl. → Sarcomphalus guatemalensis (Hemsl.) Hauenschild[1]
- Ziziphus havanensis Kunth → Sarcomphalus havanensis (Kunth) Griseb.[1]
- Ziziphus joazeiro Mart. → Sarcomphalus joazeiro (Mart.) Hauenschild.[1] Die 10–15 m hohen Bäume sind in den ariden Gebieten Brasiliens (von Piauí bis Minas Gerais) heimisch. Das mehlige Innere ihrer Früchte ist essbar. Das Art-Epitheton joazeiro ist vom brasilianischen Pflanzenname juá bzw. joá abgeleitet.[4]
- Ziziphus sarcomphalus (L.) M.C.Johnst. → Sarcomphalus laurinus Griseb.[1]
- Ziziphus lloydii (Standl.) M.C.Johnst. → Sarcomphalus lloydii (Standl.) Hauenschild[1]
- Ziziphus mexicana Rose → Sarcomphalus mexicanus (Rose) Hauenschild[1]
- Ziziphus microdictya (Urb. & Ekman) M.C.Johnst. → Sarcomphalus microdictyus Urb. & Ekman[1]
- Ziziphus mistol Griseb. → Sarcomphalus mistol (Griseb.) Hauenschild[1]
- Ziziphus obovata (Urb.) M.C.Johnst. → Sarcomphalus obovatus Urb.[1]
- Ziziphus obtusifolia (Hook. ex Torr. & A.Gray) A.Gray → Sarcomphalus obtusifolius (Hook. ex Torr. & A.Gray) Hauenschild[1]
- Ziziphus urbanii M.C.Johnst. → Sarcomphalus parvifolius Urb. & Ekman[1]
- Ziziphus pedunculata (Brandegee) Standl. → Sarcomphalus pedunculatus (Brandegee) Hauenschild[1]
- Ziziphus piurensis Pilg. → Sarcomphalus piurensis (Pilg.) Hauenschild[1]
- Ziziphus platyphylla Reissek → Sarcomphalus platyphyllus (Reissek) Hauenschild[1]
- Ziziphus reticulata DC. → Sarcomphalus reticulatus (Vahl) Urb.[1]
- Ziziphus rhodoxylon Urb. → Sarcomphalus rhodoxylon (Urb.) Hauenschild[1]
- Ziziphus saeri Pittier → Sarcomphalus saeri (Pittier) Hauenschild[1]
- Ziziphus strychnifolia Triana & Planch. → Sarcomphalus strychnifolius (Triana & Planch.) Hauenschild[1]
- Ziziphus taylorii (Britton) M.C.Johnst. → Sarcomphalus taylorii Britton[1]
- Ziziphus thyrsiflora Benth. → Sarcomphalus thyrsiflorus (Benth.) Hauenschild[1]
- Ziziphus undulata Reissek → Sarcomphalus undulatus (Reissek) Hauenschild[1]
- Ziziphus yucatanensis Standl. → Sarcomphalus yucatanensis (Standl.) Hauenschild[1]

In die bei Hauenschild et al. 2016 neu aufgestellte Gattung Pseudoziziphus Hauenschild, die nur von Kalifornien bis ins nordwestliche Mexiko und in Florida vorkommt, wurden zwei Arten ausgegliedert:
- Ziziphus celata Judd & D.W.Hall → Pseudoziziphus celata (Judd & D.W.Hall) Hauenschild[1]
- Ziziphus parryi Torr. → Pseudoziziphus parryi (Torr.) Hauenschild[1]

## Weiterführende Literatur
- John O. Sawyer Jr.: Rhamnaceae. Datenblatt Ziziphus bei Jepson eFlora, 2012.
- Guy L. Nesom: Flora of North America Editorial Committee (Hrsg.): Flora of North America North of Mexico, Volume 12, Oxford University Press, New York und Oxford, 2016. Ziziphus Miller. – textgleich online wie gedrucktes Werk.